# Атанга, Айзек
Айзек Атанга (англ. Isaac Atanga; род. 29 июля 2000, Аккра, Гана) — ганский футболист, нападающий клуба «Олесунн».

## Клубная карьера
Атанга — воспитанник футбольной академии «Райт ту Дрим». В 2019 году Айзек подписал свой первый профессиональный контракт с датским клубом «Норшелланн». 14 апреля 2019 года в матче против «Эсбьерга» он дебютировал в датской Суперлиге. 14 июля в поединке против «Хорсенс» Айзек забил свой первый гол за «Норшелланн». 25 июля Атанга продлил контракт с «Нордшелланном» до лета 2023 года.
31 марта 2021 года Атанга перешёл в клуб MLS «Цинциннати», подписав трёхлетний контракт с опцией продления ещё на два года. В американской лиге он дебютировал 1 мая в матче против «Орландо Сити». 27 августа в дерби Огайо против «Коламбус Крю» он забил свой первый гол за «оранжево-синих».
7 августа 2022 года Атанга отправился в аренду в клуб Первой лиги Турции «Гёзтепе» на один год с опцией выкупа. За «Гёзтепе» он дебютировал 14 августа в матче стартового тура сезона 2022/23 против «Сакарьяспора», выйдя на замену на 90-й минуте. 10 ноября в матче четвёртого раунда Кубка Турции 2022/23 против «Букаспора 1928» он забил свой первый гол за «Гёзтепе».
31 марта 2023 года Атанга перешёл в клуб чемпионата Норвегии «Олесунн». В Элитсерии он дебютировал 10 апреля в матче стартового тура сезона 2023 против «Волеренги», заменив во втором тайме Кристоффера Эдемарксбаккена. 16 мая в матче против «Молде» он забил свои первые голы за «Олесунн», сделав дубль.